# La Tropicale Amissa Bongo 2017
De 12e editie van de La Tropicale Amissa Bongo (ook wel Ronde van Gabon genoemd) was een wielerwedstrijd die plaatsvond van 27 februari tot en met 5 maart 2017. Startplaats was Mouanda en de hoofdstad Libreville was de finishplaats. De ronde was een van de koersen op de UCI Africa Tour-kalender van 2017, in de wedstrijdcategorie 2.1. De titelverdediger was de Franse renner Adrien Petit, dit jaar won de zijn landgenoot Yohann Gène.

## Etappe-overzicht
| etappe | datum       | start        | finish      | afstand | winnaar                                                                          | klassementsleider                                                                |
| ------ | ----------- | ------------ | ----------- | ------- | -------------------------------------------------------------------------------- | -------------------------------------------------------------------------------- |
| 1e     | 27 februari | Mouanda      | Akiéni      | 147 km  | Mikel Aristi                                                                     | Mikel Aristi                                                                     |
| 2e     | 28 februari | Leconi       | Franceville | 98 km   | Tony Hurel                                                                       | Mikel Aristi                                                                     |
| 3e     | 1 maart     | Mounana      | Koulamoutou | 157 km  | Stanislaw Bazjkow                                                                | Stanislaw Bazjkow                                                                |
| 4e     | 2 maart     | Fougamou     | Lambaréné   | 110 km  | Etappe geannuleerd omdat het vliegtuig dat de renners moest vervoeren defect was | Etappe geannuleerd omdat het vliegtuig dat de renners moest vervoeren defect was |
| 5e     | 3 maart     | Lambaréné    | Kango       | 140 km  | Yohann Gène                                                                      | Yohann Gène                                                                      |
| 6e     | 4 maart     | Cap Esterias | Libreville  | 132 km  | Oleksandr Holovasj                                                               | Yohann Gène                                                                      |
| 7e     | 27 januari  | Owendo       | Libreville  | 137 km  | Meron Abraham                                                                    | Yohann Gène                                                                      |

## Eindklassementen
| Plaats    | Naam                    | Ploeg                    | Tijd     |
| --------- | ----------------------- | ------------------------ | -------- |
| Gele trui | Yohann Gène             | Direct Energie           | 19:41:21 |
| 2         | Tesfom Okubamariam      | Interpro Cycling Academy | +16"     |
| 3         | Nikodemus Holler        | Bike Aid                 | z.t.     |
| 4         | Salah Eddine Mraouni    | Marokko                  | z.t.     |
| 5         | Soufiane Sahbaoui       | Marokko                  | +17"     |
| 6         | Bonaventure Uwizeyimana | Rwanda                   | z.t.     |
| 7         | Meron Teshome           | Bike Aid                 | +22"     |
| 8         | Awet Habtom             | Eritrea                  | +30"     |
| 9         | Issiaka Cissé           | Ivoorkust                | +33"     |
| 10        | Alexandre Pichot        | Direct Energie           | +49"     |

| Plaats    | Naam              | Ploeg                    | Punten |
| --------- | ----------------- | ------------------------ | ------ |
| Roze trui | Stanislaw Bazjkow | Minsk Cycling Club       | 118    |
| 2         | Mikel Aristi      | Delko Marseille Provence | 101    |
| 3         | Sjarhej Papok     | Minsk Cycling Club       | 91     |

| Plaats      | Naam             | Ploeg    | Punten |
| ----------- | ---------------- | -------- | ------ |
| Groene trui | Awet Habtom      | Eritrea  | 33     |
| 2           | Zemenfes Solomon | Eritrea  | 26     |
| 3           | Azzedine Lagab   | Algerije | 15     |

| Plaats     | Naam              | Ploeg   | Tijd      |
| ---------- | ----------------- | ------- | --------- |
| Witte trui | Soufiane Sahbaoui | Marokko | 19:41:38" |
| 2          | Awet Habtom       | Eritrea | + 13"     |
| 3          | Zemenfes Solomon  | Eritrea | + 8:17"   |

| Plaats | Ploeg          | Tijd      |
| ------ | -------------- | --------- |
| 1      | Marokko        | 59u05'00" |
| 2      | Bike Aid       | + 9'05"   |
| 3      | Direct Energie | + 9'18"   |

## Klassementenverloop
| Etappe       | Winnaar            | Algemeen klassement · | Sprintklassement · | Bergklassement ·   | Jongerenklassement ·  |                    |
| ------------ | ------------------ | --------------------- | ------------------ | ------------------ | --------------------- | ------------------ |
| 1            | Mikel Aristi       | Mikel Aristi          | Mikel Aristi       | Elyas Afewerki     | Meron Abraham         |                    |
| 2            | Tony Hurel         | Mikel Aristi          | Mikel Aristi       | Awet Habtom        | Meron Abraham         |                    |
| 3            | Stanislaw Bazjkow  | Stanislaw Bazjkow     | Stanislaw Bazjkow  | Awet Habtom        | Abderrahmane Mansouri |                    |
| 4            | Etappe geannuleerd | Etappe geannuleerd    | Etappe geannuleerd | Etappe geannuleerd | Etappe geannuleerd    | Etappe geannuleerd |
| 5            | Yohann Gène        | Yohann Gène           | Stanislaw Bazjkow  | Awet Habtom        | Soufiane Sahbaoui     |                    |
| 6            | Oleksandr Holovasj | Yohann Gène           | Stanislaw Bazjkow  | Awet Habtom        | Soufiane Sahbaoui     |                    |
| 7            | Meron Abraham      | Yohann Gène           | Stanislaw Bazjkow  | Awet Habtom        | Soufiane Sahbaoui     |                    |
| 0Eindstanden | 0Eindstanden       | Yohann Gène           | Stanislaw Bazjkow  | Awet Habtom        | Soufiane Sahbaoui     |                    |

2006 · 2007 · 2008 · 2009 · 2010 · 2011 · 2012 · 2013 · 2014 · 2015 · 2016 · 2017 · 2018 · 2019 · 2020 · 2023